# Grand ordre de la Reine Hélène
Le grand ordre de la Reine Hélène (en croate : Velered kraljice Jelene) est un ordre honorifique de la république de Croatie. Créé en 1995, il occupe la deuxième place dans l'ordre de préséance croate, après le grand ordre du Roi Tomislav.
Il porte le nom de la reine Hélène Ire de Croatie.

## Description
L'insigne de l'ordre est un trèfle bleu bordé d'or, surmonté d'une couronne représentant la partie supérieure des armoiries croates (cinq boucliers représentant les cinq régions géographiques de la Croatie), avec les mots « KRALJICE JELENE » à la base.
L'insigne est suspendu à une ceinture composée de trois bandes égales — bleue, blanche et rouge — avec un motif de caroncules entrelacées sur les bandes rouge et bleue. L'étoile de l'ordre porte l'insigne ci-dessus sur une étoile à huit rayons d'argent longs et huit rayons courts, séparés par des rayons d'or.

## Éligibilité et attribution
Le grand ordre de la Reine Hélène peut être décerné à :
- des dignitaires, d'autres représentants de l'État et des chefs d'organisations internationales pour leur contribution à la réputation internationale et au statut de la république de Croatie ;
- des hommes et femmes d'État croates et étrangers et des dirigeants parlementaires et gouvernementaux pour leur contribution exceptionnelle à l'indépendance, à l'intégrité, au développement et à la construction de la Croatie, ainsi que leur contribution au développement des relations entre la Croatie et le peuple croate et d'autres pays et peuples ;
- des officiers supérieurs des forces armées pour leur contribution exceptionnelle à la formulation de la stratégie et de la doctrine militaires, pour leur mérite dans le développement des forces armées croates et pour leurs accomplissements particuliers dans la direction et le commandement des forces armées croates.

## Récipiendaires notables
- Alija Izetbegović, président de la république de Bosnie-Herzégovine (1995)[2].
- Henri de Laborde de Monpezat, prince consort de Danemark (2003)[3].
- Gerhard Schröder, ancien chancelier fédéral d'Allemagne (2006)[4].
- Yasuo Fukuda, Premier ministre du Japon (2008)[5].
- Ivica Račan, ancien Premier ministre de Croatie (2008, à titre posthume)[6].
- Josip Manolić, ancien Premier ministre de Croatie (2008)[7].
- Ivo Sanader, Premier ministre de Croatie (2008)[7].
- Moza bint Nasser al-Missned, cheikha du Qatar (2017)[8].
- Jadranka Kosor, ancienne Première ministre de Croatie (2021)[9].